# Clan Bruce
Il clan Bruce (in gaelico scozzese Clann Brùs) è un clan scozzese di Kincardine in Scozia. Il clan divenne anche casata reale di Scozia nel XIV secolo, dando alla Scozia due re.

## Storia

### Le origini del clan
Le prime notizie su questa famiglia, in Gran Bretagna, risalgono a Robert Bruce, I Signore di Annandale il quale venne in Inghilterra, dalla Bretagna, al seguito del re Enrico I dopo la sua vittoria a Tinchebray nel 1106. Egli ottenne 80 manieri nello Yorkshire, e 13 nella zona di Skelton. Egli ricevette la signoria di Annandale dal re Davide I di Scozia poco dopo la sua ascesa al trono nel 1124. Robert fondò un priorato a Gysburn.
Sia la linea inglese che quella scozzese discenderanno poi da questo Robert.
Poco dopo l'ascesa di Davide I di Scozia al trono Robert fece visita al monarca e ottenne da lui la signoria di Annandale e quindi Robert de Brus (conosciuto anche come Roberto il Meschino o il Cadetto) fu il primo della famiglia a essere strettamente connesso con la Scozia. Egli venne dalla Bretagna come si è detto al seguito di Enrico I attorno al 1100 e dal 1103 egli acquisì gran parte delle terre di famiglia nello Yorkshire che aumentarono ancora di più negli anni successivi. Quando Davide I di Scozia invase l'Inghilterra nel 1138 Brus venne inviato a negoziare con gli inglesi. Egli venne accusato di essere un traditore e venne cacciato dal campo scozzese. Gli scozzesi successivamente vennero sconfitti nella Battaglia dello Stendardo ove il nipote di Robert, suo omonimo, venne fatto prigioniero. Robert morì l'11 maggio 1141 e venne sepolto a Gysburn.
In continuazione della linea maschile il giovane Robert sposò Isabel, figlia del re Guglielmo I di Scozia (Guglielmo il Leone) e morì prima del 1191. Egli venne succeduto da suo fratello William che morì nel 1215 e venne succeduto da suo figlio, Robert che sposò Isabel, figlia del Conte di Huntingdon, a sua volta fratello di Guglielmo il Leone.

### Fondazione della linea reale
La fondazione della casata reale dei Bruce risale al 1219 quando Robert Bruce, IV lord di Annandale sposò Isobel di Huntingdon, figlia di Davide di Scozia, VIII conte di Huntingdon e nipote di Guglielmo il Leone. L'unione portò a entrambe le parti grandi benefici, con l'aggiunta di terre in Scozia e in Inghilterra, e la connessione reale dei Bruce con la casata di Scozia. Il loro figlio, Robert Bruce, V Signore di Annandale, conosciuto come 'il competitore' pervenne al trono secondo la tanistry. Alla morte di Alessandro III di Scozia sia Bruce che John Balliol pretesero la successione al trono. Margherita di Scozia, pronipote infante di Alessandro era stata nominata quale sua erede, ma ella morì nel 1290 viaggiando verso la Scozia per pretendere il proprio trono. Poco dopo la morte della giovane regina Margherita, temendo una guerra civile tra i Bruce e i Balliol e i loro rispettivi sostenitori, i Guardiani di Scozia chiesero al vicino del regno del sud, Edoardo I d'Inghilterra di arbitrare la scelta del successore per evitare ulteriori spargimenti di sangue. Edoardo I vide quest'occasione come l'opportunità che aspettava da tempo per conquistare la Scozia come aveva fatto con il Galles. Nel 1292 Edoardo scelse di prediligere Balliol che aveva stretto un'alleanza con la monarchia inglese. Poco dopo Balliol decise di ribellarsi a Edoardo e venne costretto ad abdicare dopo la Battaglia di Dunbar del 1296.

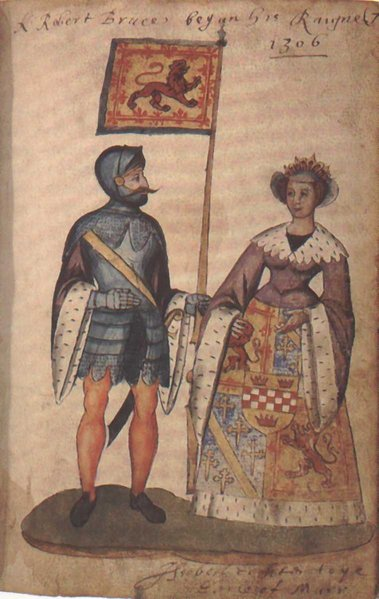
Robert the Bruce e Isabella di Mar.

### Ascesa al trono
Con l'abdicazione di John Balliol la Scozia si trovava a tutti gli effetti priva di un monarca. Robert the Bruce aveva stretto un'alleanza con Edoardo I d'Inghilterra a Berwick-upon-Tweed ma questa si ruppe l'anno seguente quando Robert decise di prendere parte a una rivolta scozzese anti-inglese. Nell'estate del 1297 egli nuovamente strinse un'alleanza con l'Inghilterra che culminò nella Capitolazione di Irvine. Bruce si schierò con gli scozzesi nella Battaglia di Stirling Bridge ma quando Edoardo tornò vittorioso in Inghilterra dopo la Battaglia di Falkirk, le terre di Bruce ad Annandale e a Carrick vennero esentate dalla signoria e lo stesso Edoardo le assegnò ad altri suoi meritevoli.
Bruce e John Comyn (rivali per il trono) vennero succeduti da William Wallace come Guardiani di Scozia, ma la loro rivalità tendeva a destabilizzare il Paese. Venne dunque organizzato un incontro presso la Greyfriars Church di Dumfries, terreno neutrale. Bruce colpì Comyn al cuore con la propria spada e come risultato questi venne scomunicato da papa Clemente IV. Robert the Bruce venne incoronato a Scone nel Perthshire nel 1306 al titolo di re di Scozia e guidò successivamente l'esercito scozzese nella Battaglia di Bannockburn dove gli inglesi vennero sconfitti.
Il figlio di Robert, Davide II di Scozia, divenne re alla morte del padre nel 1329. Nel 1346 secondo i termini della Auld Alliance Davide marciò a sud verso l'Inghilterra nell'interesse della Francia, ma venne sconfitto nella Battaglia di Neville's Cross e imprigionato il 17 ottobre di quello stesso anno, rimanendo in Inghilterra per i successivi undici anni. Davide ritornò in Scozia dopo aver negoziato un nuovo trattato per poi morire al Castello di Edimburgo inaspettatamente nel 1371 senza avere avuto eredi. La linea di successione al trono passò dunque alla casata degli Stuart: si era così conclusa la breve dinastia dei Bruce sul trono scozzese.

#### Re del clan dei Bruce
- Roberto I di Scozia
- Davide II di Scozia, figlio di Roberto I

### La famiglia dopo Robert the Bruce
Dopo il periodo regio la famiglia Bruce rientrò nelle normali famiglie aristocratiche scozzesi e continuò a prosperare anche nei secoli successivi seppur con vicende storiche meno appariscenti.
Sir Edward Bruce divenne commendatario di Kinloss Abbey e venne nominato giudice nel 1597. Egli venne nominato lord del parlamento con ul titolo di Lord Kinloss nel 1602. Egli accompagnò Giacomo VI di Scozia alla sua pretesa al trono inglese nel 1603 e fu successivamente nominato Master of the Rolls. Nel 1608 gli venne garantita la baronìa come Lord Bruce di Kinloss. Il suo figlio più giovane, Thomas, III lord Kinloss, venne creato Conte di Elgin nel 1633. Quando il quarto conte morì senza eredi, il titolo passò ai discendenti di Sir George Bruce di Carnock, il quale già possedeva il titolo di Conte di Kincardine e nel 1747 le due contee vennero unite.
Thomas Bruce, VII conte di Elgin fu diplomatico e ambasciatore presso l'impero ottomano tra il 1799 e il 1803. Egli è divenuto famoso per aver rimosso i fregi marmorei del Acropoli di Atene per portarli al British Museum di Londra e al Broomhall House, la sede della famiglia dei capi del clan. Suo figlio James fu governatore generale del Canada e viceré d'India.
L'attuale capo del clan, Andrew Bruce, XI conte di Elgin e XV conte di Kincardine, è un uomo d'affari scozzese e uno dei membri dello Standing Council of Scottish Chiefs.

## Castelli e residenze
- Castello di Fyvie
- Castello di Airth
- Castello di Muness
- Castello di Thomaston
- Palazzo di Culross
- Clackmannan Tower
- Castello di Fingask
- Kinross House
- Castello di Lochleven
- Castello di Lochmaben
- Castello di Turnberry